# Aspres
Aspres (en francés Les Aspres) es una pequeña región natural de los Pirineos Orientales.

## Geografía
Son los contrafuertes orientales del macizo del Canigó, situados entre la plana del Rosellón, el Vallespir y el Conflent.
Su altitud oscila entre los 100 y los 1.200 metros. Se trata de una región generalmente escarpada, muy arbolada, cubierta de garriga. El nombre "Aspres" viene del adjetivo catalán que significa árido.
La circulación en el macizo (al oeste de Thuir sobre todo) es bastante penosa y larga: la mayoría de las carreteras son relativamente estrechas y muy sinuosas, con lo que cualquier adelantamiento es casi imposible. Por ejemplo, se necesita poco más de una hora para hacer el trayecto Bouleternère - Amélie-les-Bains-Palalda (aproximadamente 40 kilómetros).
La ciudad principal de los Aspres es Thuir (en catalán Tuïr)

## Imágenes

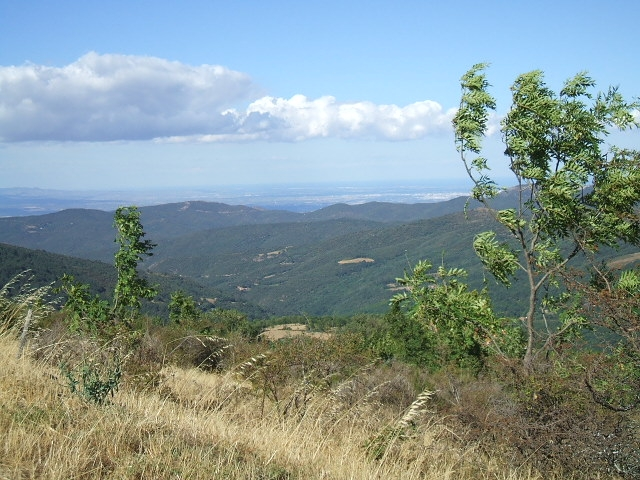
Los Aspres del lado de Montbolo.

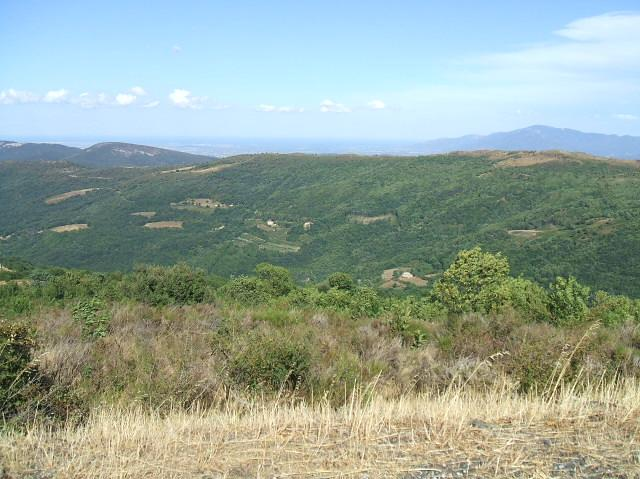
Les Aspres del lado de Taulis.

- Datos: Q737924